# Leporinus
Leporinus är ett släkte av fiskar. Leporinus ingår i familjen Anostomidae.

## Dottertaxa tillLeporinus, i alfabetisk ordning[1]
- Leporinus acutidens
- Leporinus affinis
- Leporinus agassizii
- Leporinus aguapeiensis
- Leporinus alternus
- Leporinus amae
- Leporinus amazonicus
- Leporinus amblyrhynchus
- Leporinus apollo
- Leporinus arcus
- Leporinus aripuanaensis
- Leporinus badueli
- Leporinus bahiensis
- Leporinus bimaculatus
- Leporinus bistriatus
- Leporinus bleheri
- Leporinus boehlkei
- Leporinus brunneus
- Leporinus conirostris
- Leporinus copelandii
- Leporinus crassilabris
- Leporinus cylindriformis
- Leporinus desmotes
- Leporinus ecuadorensis
- Leporinus elongatus
- Leporinus falcipinnis
- Leporinus fasciatus
- Leporinus friderici
- Leporinus geminis
- Leporinus gomesi
- Leporinus gossei
- Leporinus granti
- Leporinus guttatus
- Leporinus holostictus
- Leporinus jamesi
- Leporinus jatuncochi
- Leporinus klausewitzi
- Leporinus lacustris
- Leporinus latofasciatus
- Leporinus lebaili
- Leporinus leschenaulti
- Leporinus macrocephalus
- Leporinus maculatus
- Leporinus marcgravii
- Leporinus melanopleura
- Leporinus melanostictus
- Leporinus microphthalmus
- Leporinus moralesi
- Leporinus multifasciatus
- Leporinus muyscorum
- Leporinus nattereri
- Leporinus niceforoi
- Leporinus nigrotaeniatus
- Leporinus nijsseni
- Leporinus obtusidens
- Leporinus octofasciatus
- Leporinus octomaculatus
- Leporinus ortomaculatus
- Leporinus pachyurus
- Leporinus parae
- Leporinus paralternus
- Leporinus paranensis
- Leporinus pearsoni
- Leporinus pellegrinii
- Leporinus piau
- Leporinus pitingai
- Leporinus platycephalus
- Leporinus punctatus
- Leporinus reinhardti
- Leporinus reticulatus
- Leporinus sexstriatus
- Leporinus silvestrii
- Leporinus spilopleura
- Leporinus steindachneri
- Leporinus steyermarki
- Leporinus striatus
- Leporinus subniger
- Leporinus taeniatus
- Leporinus taeniofasciatus
- Leporinus tigrinus
- Leporinus trifasciatus
- Leporinus trimaculatus
- Leporinus uatumaensis
- Leporinus unitaeniatus
- Leporinus vanzoi
- Leporinus venerei
- Leporinus wolfei
- Leporinus y-ophorus